# ماساتو ناكاياما
ماساتو ناكاياما (باليابانية: 中山 仁斗) (6 فبراير 1992 في أماغاساكي في اليابان – )؛ هو لاعب كرة قدم ياباني سابق كان يلعب كمهاجم.

## وصلات خارجية
- ماساتو ناكاياما على موقع رابطة كرة القدم اليابانية للمحترفين (اليابانية)
- ماساتو ناكاياما على موقع قاعدة بيانات كرة القدم.إي يو (الإنجليزية)
- ماساتو ناكاياما على موقع Soccerway.com (الإنجليزية)
- ماساتو ناكاياما على موقع عالم كرة القدم.نت (الإنجليزية)